# Microcerculus ustulatus
Microcerculus ustulatus е вид птица от семейство Troglodytidae.

## Разпространение
Видът е разпространен в Бразилия, Венецуела и Гвиана.